# Flughafen Aguascalientes

i8
i11
i13
Der Flughafen Aguascalientes (spanisch Aeropuerto Internacional de Aguascalientes, IATA-Code: AGU, ICAO-Code: MMAS) ist ein internationaler Flughafen nahe der Großstadt Aguascalientes im gleichnamigen Bundesstaat im Zentrum Mexikos.

## Lage
Der Flughafen Aguascalientes befindet sich etwa 500 km nordwestlich von Mexiko-Stadt in einer Höhe von ca. 1863 m. 

## Fluggesellschaften und Ziele
In der Hauptsache werden hauptsächlich Flüge verschiedener Fluggesellschaften von und nach Mexiko-Stadt und Tijuana abgewickelt. Daneben gibt es mehrere Verbindungen in US-amerikanische Großstädte.

## Passagierzahlen
In den Jahren 2018 und 2019 wurden jeweils über 800.000 Passagiere pro Jahr abgefertigt. Danach erfolgte ein deutlicher Rückgang als Folge der COVID-19-Pandemie.